# Kalkstollen im Weidatal bei Schraplau
Kalkstollen im Weidatal bei Schraplau este o arie protejată (arie specială de conservare — SAC, sit de importanță comunitară — SCI) din Germania întinsă pe o suprafață de 0,03 ha, integral pe uscat.

## Localizare
Centrul sitului Kalkstollen im Weidatal bei Schraplau este situat la coordonatele 51°26′15″N 11°40′29″E / 51.4375°N 11.6747°E.

## Înființare
Situl Kalkstollen im Weidatal bei Schraplau a fost declarat sit de importanță comunitară în martie 2004 pentru a proteja 3 specii de animale. Situl a fost protejat și ca arie specială de conservare în martie 2017.

## Biodiversitate
Situată în ecoregiunea continentală, aria protejată nu include niciun habitat protejat.
La baza desemnării sitului se află mai multe specii protejate de  mamifere (3): liliac cârn (Barbastella barbastellus), liliac comun (Myotis myotis), liliacul mic cu potcoavă (Rhinolophus hipposideros)
Pe lângă speciile protejate, pe teritoriul sitului au mai fost identificate 5 specii de mamifere.